# キラーアビリティ
キラーアビリティ（欧字名:Killer Ability、2019年1月27日 - ）は、日本の競走馬。主な勝ち鞍は2021年のホープフルステークス、2022年の中日新聞杯。

## 戦績

### デビュー前
2019年1月27日に北海道安平町のノーザンファームで生産され、一口馬主法人「キャロットクラブ」より総額1億円（1口25万円×400口）で募集された。
母名、一族名より連想からの連想で「素晴らしい能力、才能」という意味の馬名をつけられ、ノーザンファームしがらきでの調整を経て2021年6月1日に栗東トレーニングセンターの斉藤崇史厩舎に入厩した。

### 2歳（2021年）
6月27日の阪神競馬場2歳新馬戦（芝1800m）でデビューし、2戦目の8月28日の小倉競馬場2歳未勝利戦（芝2000m）で7馬身差、2歳コースレコードの好タイムで快勝して勝ち上がった。10月30日の阪神競馬場での萩ステークス（芝1800m）では、1番人気に支持されるも、ゴール直前でダノンスコーピオンに交わされて2着に終わった。
次走、12月28日に中山競馬場で行われたGIホープフルステークスに横山武史騎乗で出走、2番人気に支持された。道中は折り合いをつけて好位で進むと、直線半ばで抜け出して優勝した。勝ちタイム2分0秒6は、GI昇格後のホープフルステークスのレースレコードとなった。

### 3歳（2022年）
3歳初戦は4月17日のGI皐月賞に出走。ゲート内で駐立が安定せずにスタートで出遅れ、外有利の馬場コンディションもあって伸びを欠き13着の大敗を喫した。
次走5月29日のGI東京優駿（日本ダービー）はG1勝ち馬ながら8番人気の支持にとどまったが、スタートを無事に決めてドウデュースの後ろにつけると、直線では外に出して粘り強く伸び、勝ったドウデュースや後ろにいた2着イクイノックスには置いて行かれたものの6着に入った。
秋初戦は11月6日のGIIアルゼンチン共和国杯で古馬との初対戦に臨んだが、スローペースで展開が向かず8着。翌12月10日のGIII中日新聞杯に斉藤崇史厩舎所属の団野大成騎乗で出走し、後方で折り合いをつけると、前が詰まった直線で馬群の狭いスペースを突いて伸び、ゴール前で2着マテンロウレオを首差で捉えて1年ぶりの復活勝利を飾った。

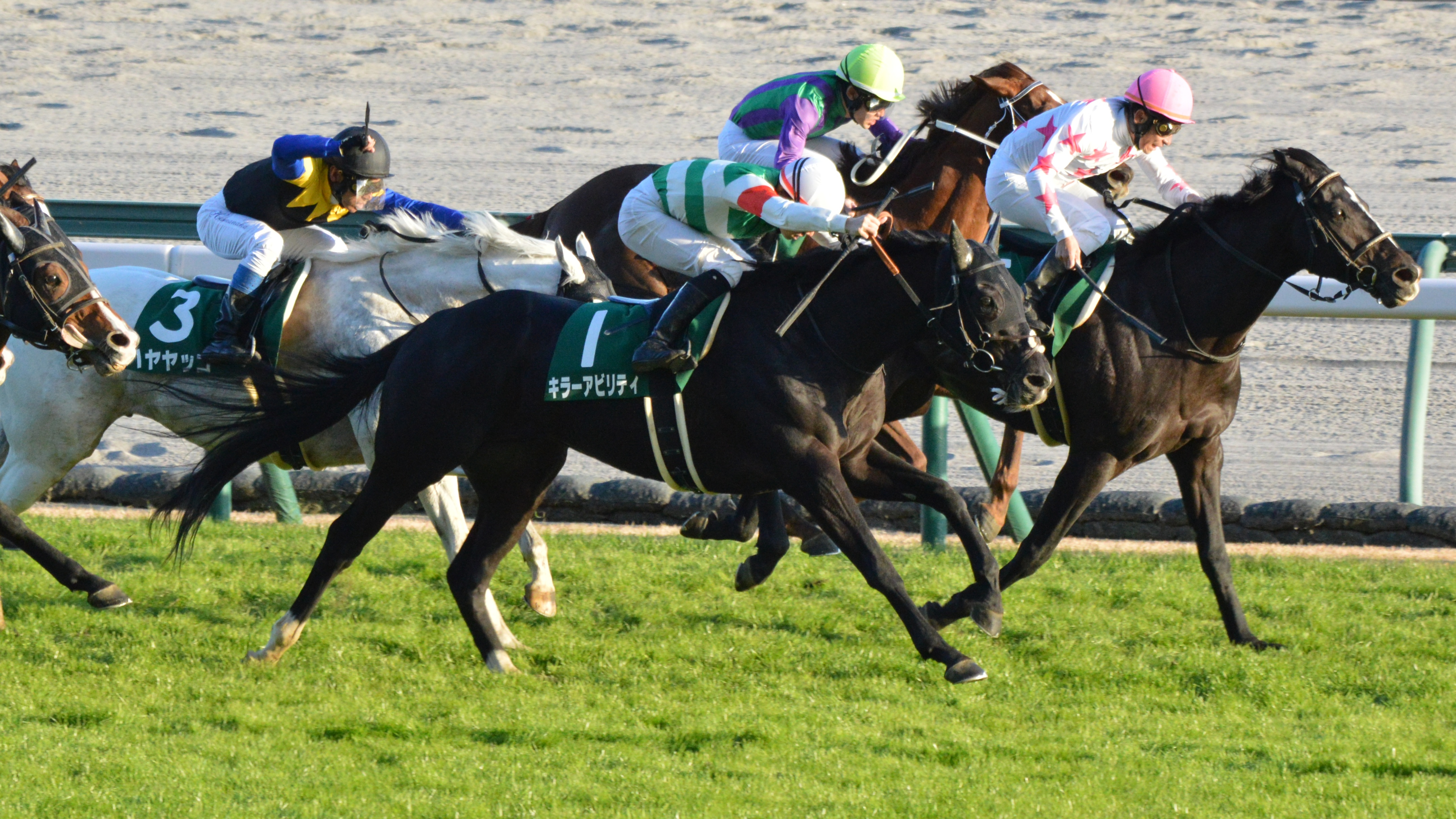
2022年中日新聞杯
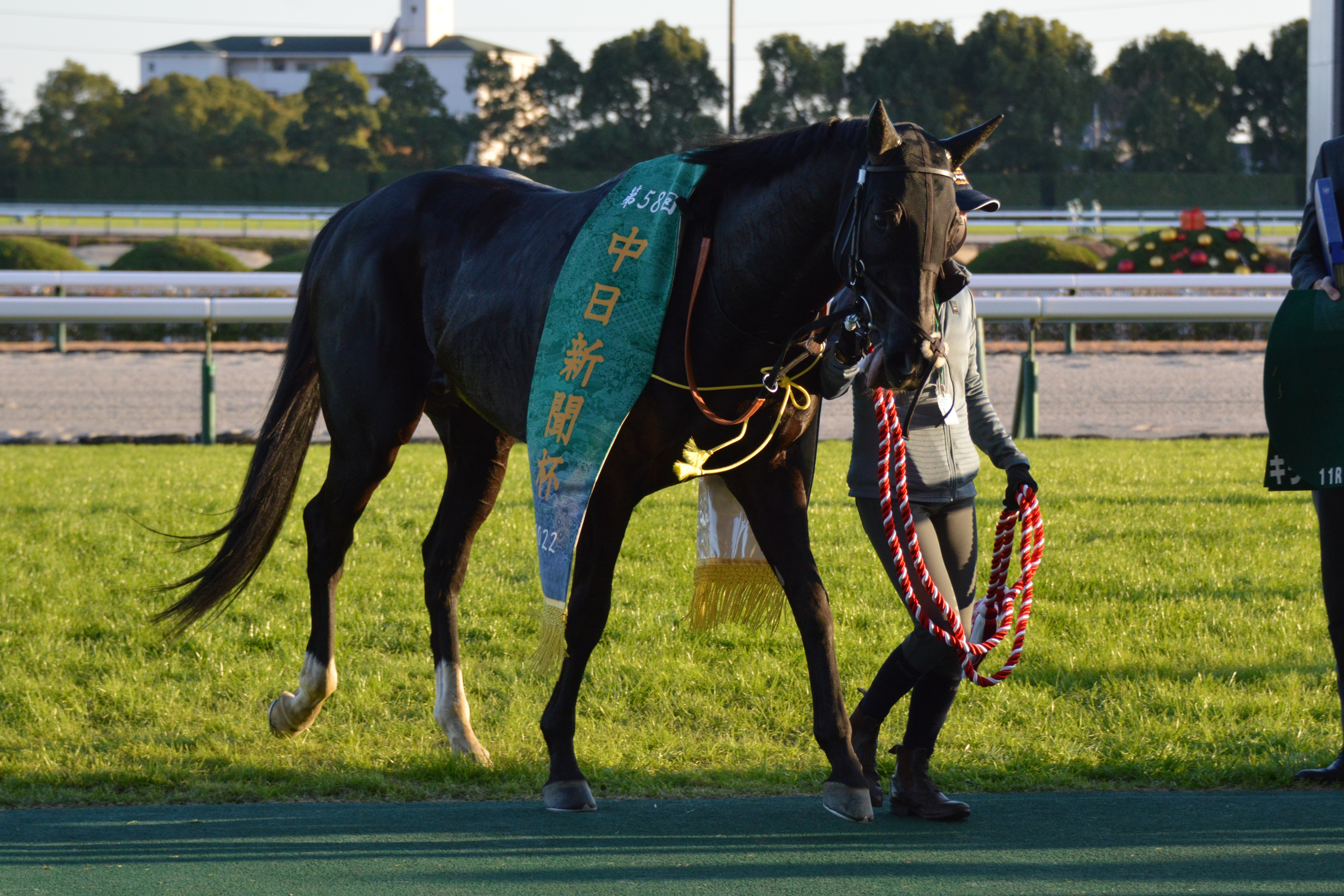
表彰式

### 4〜6歳（2023〜2025年）
2023年に古馬になってからは精神面で成長が見られ、課題の折り合いが改善されてきたが、5戦して掲示板が精一杯の成績に留まった。
翌2024年2月24日、5歳初戦としてサウジアラビアのG2ネオムターフカップに出走し、道中5・6番手のインコースで折り合いをつけて脚を溜め、直線良い手応えで抜け出し、中団の外から末脚を伸ばしてきた英国のスピリットダンサーに差し切られて2着に終わったが、復活の兆しを見せた。
しかし帰国後はGI大阪杯、GIIオールカマーと2桁着順が続き、オーストラリア遠征を目指して登録したG1コックスプレートは事前に主催者に送った馬体診断のデータから現地の基準で出走できない可能性が判明したため出走を断念、代わって招待を受けて出走した11月15日のG2バーレーンインターナショナルトロフィーは着外の8着、次走2025年2月22日のG2ネオムターフカップは最下位の10着と振るわなかった。
帰国後の5月13日、インドからの種牡馬入りのオファーを受け入れたことをキャロットクラブが発表、翌14日付で競走馬登録を抹消された。

## 競走成績
以下の内容は、JBISサーチ、netkeiba.comおよびRacing Postに基づく。
| 競走日     | 競馬場     | 競走名          | 格   | 距離（馬場）  | 頭 数 | 枠 番 | 馬 番 | オッズ （人気） | 着順 | タイム （上り3F） | 着差  | 騎手            | 斤量 [kg] | 1着馬（2着馬）         | 馬体重 [kg] |
| ---------- | ---------- | --------------- | ---- | ------------- | ----- | ----- | ----- | --------------- | ---- | ----------------- | ----- | --------------- | --------- | ---------------------- | ----------- |
| 2021.06.27 | 阪神       | 2歳新馬         |      | 芝1800m（良） | 11    | 8     | 10    | 003.90（2人）   | 05着 | R1:48.4（35.6）   | -0.5  | 0C.ルメール     | 54        | レッドベルアーム       | 466         |
| 0000.08.28 | 小倉       | 2歳未勝利       |      | 芝2000m（良） | 9     | 7     | 7     | 001.50（1人）   | 01着 | R1:59.5（34.2）   | -1.1  | 0岩田望来       | 54        | （パーソナルハイ）     | 466         |
| 0000.10.30 | 阪神       | 萩S             | L    | 芝1800m（良） | 6     | 4     | 4     | 001.50（1人）   | 02着 | R1:48.5（33.6）   | -0.0  | 0岩田望来       | 54        | ダノンスコーピオン     | 470         |
| 0000.12.28 | 中山       | ホープフルS     | GI   | 芝2000m（良） | 15    | 3     | 5     | 003.10（2人）   | 01着 | R2:00.6（35.8）   | -0.2  | 0横山武史       | 55        | （ジャスティンパレス） | 468         |
| 2022.04.17 | 中山       | 皐月賞          | GI   | 芝2000m（良） | 18    | 2     | 4     | 007.60（4人）   | 13着 | R2:00.6（35.0）   | -0.9  | 0横山武史       | 57        | ジオグリフ             | 468         |
| 0000.05.29 | 東京       | 東京優駿        | GI   | 芝2400m（良） | 18    | 8     | 16    | 033.40（8人）   | 06着 | R2:22.9（34.5）   | -1.0  | 0横山武史       | 57        | ドウデュース           | 460         |
| 0000.11.06 | 東京       | AR共和国杯      | GII  | 芝2500m（良） | 18    | 3     | 6     | 003.80（2人）   | 08着 | R2:31.6（33.8）   | -0.5  | 0C.デムーロ     | 55        | ブレークアップ         | 470         |
| 0000.12.10 | 中京       | 中日新聞杯      | GIII | 芝2000m（良） | 18    | 1     | 1     | 007.60（5人）   | 01着 | R1:59.4（34.0）   | -0.0  | 0団野大成       | 56        | （マテンロウレオ）     | 470         |
| 2023.02.12 | 阪神       | 京都記念        | GII  | 芝2200m（良） | 13    | 6     | 9     | 006.80（3人）   | 05着 | R2:11.8（35.0）   | -0.9  | 0B.ムルザバエフ | 56        | ドウデュース           | 474         |
| 0000.04.02 | 阪神       | 大阪杯          | GI   | 芝2000m（良） | 16    | 6     | 12    | 041.1（11人）   | 13着 | R1:58.3（35.2）   | -0.9  | 0団野大成       | 58        | ジャックドール         | 474         |
| 0000.05.07 | 新潟       | 新潟大賞典      | GIII | 芝2000m（不） | 16    | 5     | 10    | 013.40（7人）   | 05着 | R2:05.8（37.1）   | -2.0  | 0北村友一       | 59        | カラテ                 | 474         |
| 0000.10.21 | 東京       | 富士S           | GII  | 芝1600m（良） | 12    | 7     | 10    | 032.9（10人）   | 12着 | R1:33.1（34.3）   | -1.7  | 0横山武史       | 57        | ナミュール             | 470         |
| 0000.12.09 | 中京       | 中日新聞杯      | GIII | 芝2000m（良） | 17    | 6     | 12    | 014.90（8人）   | 04着 | R1:59.0（34.3）   | -0.2  | 0B.ムルザバエフ | 59        | ヤマニンサルバム       | 478         |
| 2024.02.24 | KAA        | ネオムターフC   | G2   | 芝2100m（良） | 13    | 8     | 8     | 006.80（8人）   | 02着 | R2:07.10（35.0）  | -0.1  | 0C.デムーロ     | 57        | Spirit Dancer          | 474         |
| 0000.03.31 | 阪神       | 大阪杯          | GI   | 芝2000m（良） | 16    | 6     | 12    | 082.4（14人）   | 15着 | R2:00.2（36.0）   | -2.0  | 0北村友一       | 58        | ベラジオオペラ         | 478         |
| 0000.09.22 | 中山       | オールカマー    | GII  | 芝2200m（良） | 15    | 5     | 9     | 056.6（11人）   | 10着 | R2:12.4（34.3）   | -0.6  | 0団野大成       | 57        | レーベンスティール     | 482         |
| 0000.11.15 | バーレーン | バーレーン国際T | G2   | 芝2000m（良） | 12    |       | 4     |                 | 08着 | R2:04.4           |       | 0O.マーフィー   | 58        | Spirit Dancer          | 計不        |
| 2025.02.22 | KAA        | ネオムターフC   | G2   | 芝2100m（Fs） | 10    | 6     | 5     | 033.00（7人）   | 10着 | R2:09.49          | -1.75 | 0O.マーフィー   | 57        | Shin Emperor           | 計不        |

- 海外の競走の「枠番」欄にはゲート番を記載
- サウジアラビアのオッズ・人気はRacing Postのもの（日本式のオッズ表記とした）
- タイム欄のRはレコード勝ちを示す。

## 血統表
| キラーアビリティの血統                       | キラーアビリティの血統                                 | キラーアビリティの血統             | （血統表の出典）                   | （血統表の出典） |
| 父系                                         | サンデーサイレンス系（ヘイロー系）                     | サンデーサイレンス系（ヘイロー系） | サンデーサイレンス系（ヘイロー系） | [ § 2 ]          |
| 父 ディープインパクト 2002 鹿毛              | 父の父*サンデーサイレンス Sunday Silence 1986 青鹿毛   | Halo                               | Hail to Reason                     | Hail to Reason   |
| 父 ディープインパクト 2002 鹿毛              | 父の父*サンデーサイレンス Sunday Silence 1986 青鹿毛   | Halo                               | Cosmah                             |                  |
| 父 ディープインパクト 2002 鹿毛              | 父の父*サンデーサイレンス Sunday Silence 1986 青鹿毛   | Wishing Well                       | Understanding                      | Understanding    |
| 父 ディープインパクト 2002 鹿毛              | 父の父*サンデーサイレンス Sunday Silence 1986 青鹿毛   | Wishing Well                       | Mountain Flower                    |                  |
| 父 ディープインパクト 2002 鹿毛              | 父の母*ウインドインハーヘア Wind in Her Hair 1991 鹿毛 | Alzao                              | Lyphard                            | Lyphard          |
| 父 ディープインパクト 2002 鹿毛              | 父の母*ウインドインハーヘア Wind in Her Hair 1991 鹿毛 | Alzao                              | Lady Rebecca                       |                  |
| 父 ディープインパクト 2002 鹿毛              | 父の母*ウインドインハーヘア Wind in Her Hair 1991 鹿毛 | Burghclere                         | Busted                             | Busted           |
| 父 ディープインパクト 2002 鹿毛              | 父の母*ウインドインハーヘア Wind in Her Hair 1991 鹿毛 | Burghclere                         | Highclere                          |                  |
| 母 *キラーグレイシス Killer Graces 2009 栗毛 | 母の父Congaree 1998 栗毛                               | *アラジ                            | Blushing Groom                     | Blushing Groom   |
| 母 *キラーグレイシス Killer Graces 2009 栗毛 | 母の父Congaree 1998 栗毛                               | *アラジ                            | * ダンスールファビュルー           |                  |
| 母 *キラーグレイシス Killer Graces 2009 栗毛 | 母の父Congaree 1998 栗毛                               | Mari's Sheba                       | Mari's Book                        | Mari's Book      |
| 母 *キラーグレイシス Killer Graces 2009 栗毛 | 母の父Congaree 1998 栗毛                               | Mari's Sheba                       | Sheba Little                       |                  |
| 母 *キラーグレイシス Killer Graces 2009 栗毛 | 母の母Heatherdoesntbluff 2003 黒鹿毛                   | Old Trieste                        | A.P. Indy                          | A.P. Indy        |
| 母 *キラーグレイシス Killer Graces 2009 栗毛 | 母の母Heatherdoesntbluff 2003 黒鹿毛                   | Old Trieste                        | Lovlier Linda                      |                  |
| 母 *キラーグレイシス Killer Graces 2009 栗毛 | 母の母Heatherdoesntbluff 2003 黒鹿毛                   | Michigan Bluff                     | Skywalker                          | Skywalker        |
| 母 *キラーグレイシス Killer Graces 2009 栗毛 | 母の母Heatherdoesntbluff 2003 黒鹿毛                   | Michigan Bluff                     | *ミドルフォークラピッヅ            |                  |
| 母系(F-No.)                                  | 1号族(FN:1-s)                                          | 1号族(FN:1-s)                      | 1号族(FN:1-s)                      | [ § 3 ]          |
| 5代内の近親交配                              | Northern Dancer 5×5×5 = 9.38%                          | Northern Dancer 5×5×5 = 9.38%      | Northern Dancer 5×5×5 = 9.38%      | [ § 4 ]          |
| 出典                                         | 1. 2. 3. 4.                                            | 1. 2. 3. 4.                        | 1. 2. 3. 4.                        | 1. 2. 3. 4.      |

- 母キラーグレイシスは2011年ハリウッドスターレットステークス（米G1）勝ち馬。
- そのほかの近親はリーガルグリーム#主要なファミリーラインを参照。